# 超越杯编程大赛
超越杯编程大赛，又名杨超越杯编程大赛，是杨超越粉丝以中国大陆女艺人杨超越的名义举办的程序设计大赛，主办方为“百度杨超越吧”和“杨超越码农后援会”。

## 第一届

### 背景
杨超越粉丝分布广泛，粉丝之间年龄差距较大，男粉一般自称“村民”、女粉一般自称“月芽”。男性粉丝相对传统明星较多，男女粉丝比例大致对半。粉丝之间常常依托自己所在平台举办各种别样有趣的活动，如“杨超越杯辩论赛”、“杨学期末考试作文大赛”、“《送一百位月芽回家》杨超越粉丝访谈节目”、“月芽歌咏大赛”、“‘杨克丝杯’英雄联盟水友赛”、“全球超越粉丝第一次思想纠正会议”、“羊村春节联欢晚会”等。

### 发起
3月4日，百度贴吧网友Justin在「百度贴吧杨超越吧」发帖，想组织一场编程大赛当天这条帖子很快升到了百度杨超越吧热搜榜，从而进入吧主胡一刀的视线。胡一刀找到Justin、二师兄等人的人开始筹备比赛。比赛的初衷是为了“大家自嗨一下就完事了，粉丝们一起开心开心，杨超越看到能开心开心就行了”
经讨论，他们决定成立大赛组委会并将比赛分为四个阶段：
- 第一阶段，大家在GitHub提交自己的想法，要做什么，可以以issue（意见）的方式提出。
- 第二阶段，组队，每队五人，限定时间做demo（小样），将demo提交到repo。
- 第三阶段，评比，选出前三；评比可以按照star或者其他规则(待商量)。
- 第四阶段，围绕前三继续投入，做出实用的产品。

此外，本届比赛还要求参赛者做任何与杨超越相关的产品包括不限于游戏、网页、工具类应用或网站。

### 过程
2019年3月6日，超越杯编程大赛宣布正式开始，比赛宣布公布具体赛程后很快便引发公众的广泛关注，成为大陆地区多个网站热点话题。截至4月19日报名结束，已有690人、152个项目通过审核成功报名，更有数千人预约了比赛现场直播。
这场比赛除了吸引了众多杨超越粉丝的参与和关注，也吸引到了很多不是粉丝圈的人，做电竞的、做游戏的、做体育的人都有参与进来，很多比赛队伍里其实不是超越的粉丝，此外大赛也获得了商业的赞助和支持。数据显示，在为时两个多小时的决赛直播中共累积收到粉丝投票共计 252127 票。

最后大赛依据规则选出了本次比赛的优胜者。其中包括冠军作品《智能灯牌与多灯牌联动系统》、亚军作品《杨超越秘密杂货铺》和季军作品《跳跃的超越》，现场还评出最佳编程奖、最佳设计奖、最佳创意奖以及最具商业潜力奖，分别由《超越传说》、《超越助理已上线》、《智能灯牌与多灯牌联动系统》、《超越粉丝大数据地图可视化》拿下。